# Estadio Ingeniero José María Paz
El Estadio Ingeniero José María Paz es un estadio de fútbol ubicado en la ciudad de Banda del Río Salí, Tucumán, Argentina. Está emplazado en el lugar donde se erigía el antiguo estadio con el mismo nombre construido en 1923. En Ingeniero José María Paz juega como local Club Atlético Concepción que juega de local. El estadio de Atlético Concepción que es Estadio Ingeniero José María Paz se encuentra ubicado en la manzana comprendida por la Avenida José María Paz y las calles Estoquín, 9 de Julio y Sarmiento, Tucumán, Argentina.

## Historia
Fue inaugurado el S/D y, originalmente, se llama Estadio Ingeniero José María Paz. En 1965 se le dio su nombre actual que es Estadio Ingeniero José María Paz, Estadio Ingeniero José María se llama así en honor a quien fuera presidente de la Compañía Azucarera Concepción. Pero para los locales su nombre fue y sigue siendo Estadio Ingeniero José María Paz, porque el nombre del barrio de Concepción en que se ubica, que proviene de un ave que habitaba el lugar, se llama, precisamente.
En el año 1975 se inauguró la iluminación del estadio, con un partido ante el Club Atlético Boca Juniorscon una victoria 2 a 1 del equipo tucumano.